# La Movida Madrileña

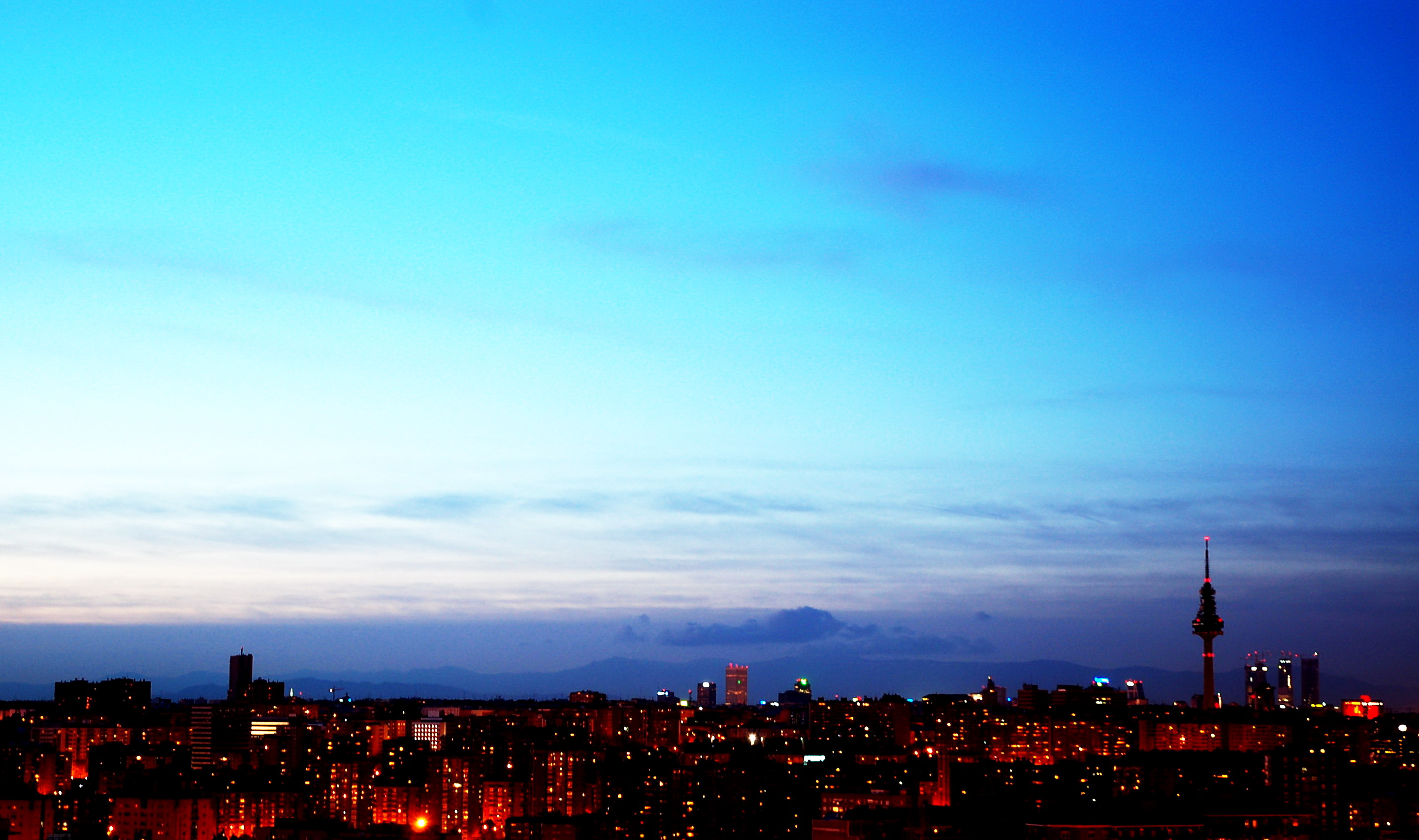
Madrid

La Movida Madrileña (Mișcarea Madrideană în română) a fost o mișcare socioculturală care a avut loc în Madrid în anii 1980, influențată de o creșterea economică rapidă a Spaniei și de o explozie a libertății după moartea dictatorului Francisco Franco. La movida a avut loc și în alte orașe spaniole, ca și Vigo. Această mișcare este deseori caracterizată de o deschidere a culturii, hedonism și utilizarea drogurilor recreaționale de tineret.
Cel mai binecunoscut artist al perioadei la movida este Pedro Almodóvar, ai cărui filme, precum Pepi, Luci, Bom y otras chicas del montón, sunt o reflexie a libertății și a libertinajului momentului. Alți artiști importanti ai mișcării sunt muzicienii Aviador Dro, Mecano și Los Nikis și fotografii Ouka Leele, García Alix și Miguel Trillo.
La Movida Madrileña poate fi comparata, mai ales în domeniul muzicii, cu mișcarea New Wave din Regatul Unit și Neue Deutsche Welle din Germania.